# Soldatenspiel
Soldatenspiel ist eine Polka-française von Johann Strauss Sohn (op. 430). Das Werk wurde am 5. Februar 1888 von einer Militärkapelle unter der Leitung von Franz Lehár senior im  Zweiten Kaffeehaus im Wiener Prater erstmals aufgeführt.

## Einzelnachweis
1. ↑  Quelle: Englische Version des Booklets (Seite 111) in der 52 CDs umfassenden Gesamtausgabe der Orchesterwerke von Johann Strauß (Sohn), Hrsg. Naxos (Label). Das Werk ist als zehnter Titel auf der 42. CD zu hören.